# Macromolecules
Macromolecules — рецензований науковий журнал, який з 1968 року видає Американське хімічне товариство. 
Спочатку виходив раз на два місяці, у 1983 році почав виходити щомісяця, з 1990 року — раз на два тижні. Журнал реферується та індексується у Scopus, EBSCOhost, PubMed, Web of Science та SwetsWise. Головний редактор — Марк А. Гіллмайер. Першим редактором був доктор Філд Вінслоу.

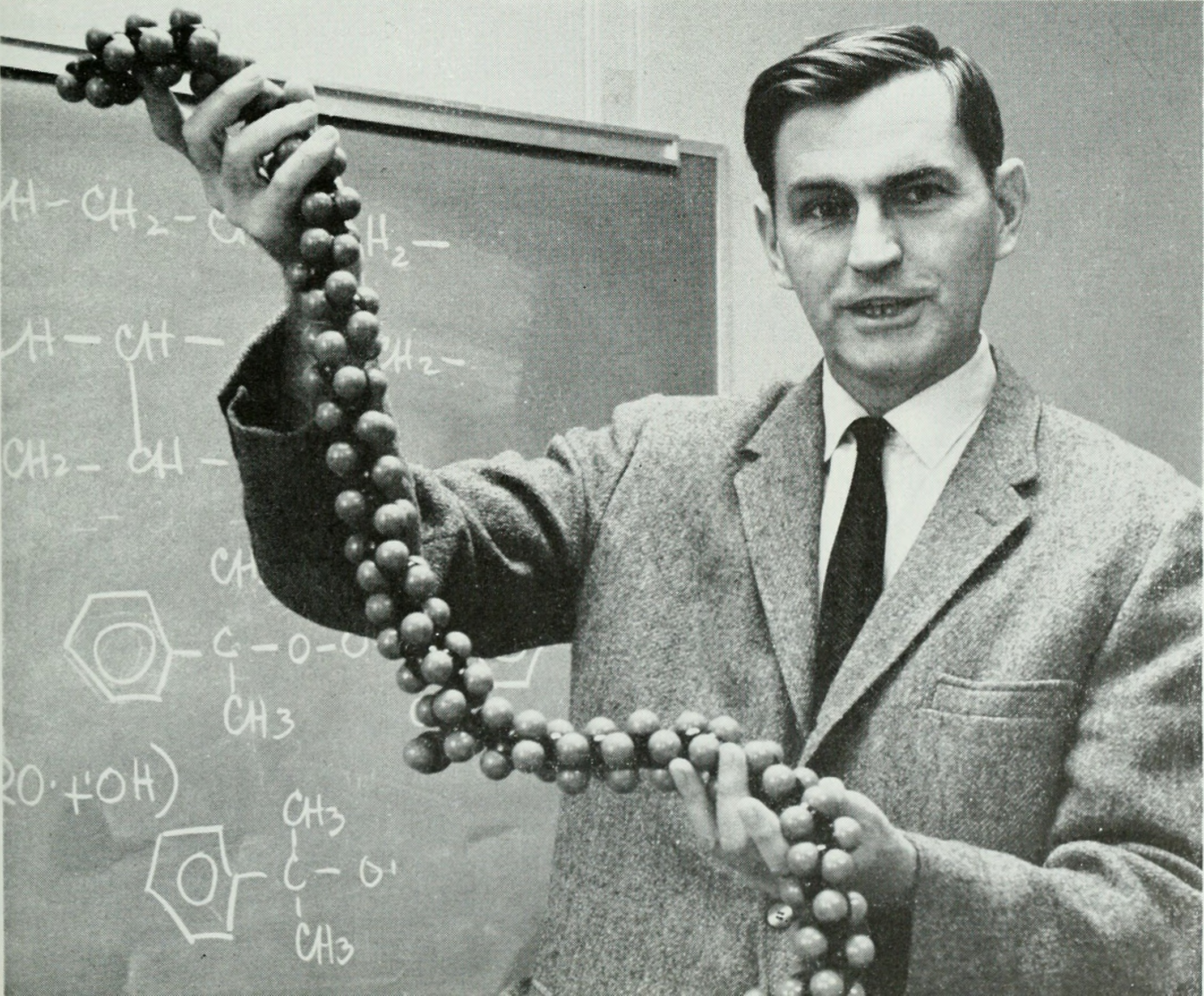
Перший редактор Macromolecules, доктор Філд Вінслоу